# Phyllogaster pholiotoides
Phyllogaster pholiotoides är en svampart som beskrevs av Pegler 1969. Phyllogaster pholiotoides ingår i släktet Phyllogaster och familjen Agaricaceae.   Inga underarter finns listade i Catalogue of Life.